# Susan Neiman
Susan Neiman (Atlanta, 27 maart 1955) is een Amerikaans-Duits filosofe en essayiste, die zich haar leven lang bezig houdt met het zoeken naar de wortels van "het Kwaad". Haar beroemdste boek is Evil in Modern Thought: An Alternative History of Philosophy (Het kwaad in het moderne denken), uit 2002. De Holocaust is, volgens Neiman, een voorbeeld van Het Grote Kwaad omdat de nazi’s systematisch en doelbewust overgingen tot de massavernietiging van miljoenen mensen. Ze vraagt zich af, hoe het bestaan van een God te rijmen valt met al het lijden op de wereld. In haar laatste boek, Learning from the Germans, beschrijft zij hoe landen met een "besmet" verleden omgaan. Neiman ontving in 2014 de Spinozalens als "internationaal vermaard denker en ethicus."

## Biografie
Susan Neiman groeide op in een joods gezin in het Zuiden van de Verenigde Staten. Neimans moeder streed tegen de segregatie van zwarte jongeren op de scholen in Atlanta, hetgeen haar op een aantal telefonische bedreigingen van de Ku Klux Klan kwam te staan.
Neiman spijbelde regelmatig van de middelbare school om zich in te zetten voor de beweging tegen de Oorlog in Vietnam en ging wonen in een commune. Uiteindelijk haalde ze, naast allerlei bijbaantjes, alsnog haar middelbareschooldiploma.
Daarna studeerde ze filosofie aan Harvard University,(Ph.D. 1977) en behaalde haar doctoraalexamen bij de filosoof John Rawls. Neiman verhuisde in 1982  naar Berlijn en verdiepte zich aan de Vrije Universiteit Berlijn in het werk van Immanuel Kant. Net voor de val van de Muur keerde ze terug naar de Verenigde Staten en werkte daar als universitair hoofddocent aan Yale University (1989-1996) en de universiteit van Tel Aviv (1996-2000). Vanaf 2000 tot op heden is ze directeur van het Einstein Forum in Potsdam.
Neiman was lid van het Institute for Advanced Study en haar boeken hebben prijzen gewonnen van de schrijversorganisatie Pen International en de American Academy of Religion. Haar kortere stukken zijn verschenen in talloze kranten, zoals The New York Times en Die Zeit.
Ze was twee maal getrouwd; haar laatste echtgenoot was de Weense psycholoog Felix de Mendelssohn, die in 2016 stierf. Ze heeft drie kinderen, Benjamin, Shirah en Leila, aan wie ze haar boek Het kwaad denken  heeft opgedragen.

## Een joodse vrouw in Berlijn
In Neimans eerste boek, Slow Fire, uit 1992, beschrijft ze haar zes jaar als student in Berlijn. Ze ontdekt dat het antisemitisme in Duitsland nog niet verdwenen is. Veel mensen die ze ontmoet zijn nog steeds bang om voor hun joodse achtergrond uit te komen. Voor haar (andere) Duitse vrienden is de Holocaust een gespreksonderwerp dat ze liever vermijden.
In haar volgende boek The Unity of Reason: Rereading Kant (1994) belicht ze het baanbrekende werk dat Kant heeft verricht met zijn denkbeelden over de ratio en de gevolgen die deze hebben gehad voor de wetenschap, ethiek, godsdienst en de filosofie als zodanig.
Neiman wijst erop dat na Kant de ratio niet langer tot doel had om kennis te verwerven, maar vooral diende als gids voor het leven.

## Denken over het kwaad
Aangezien ik het definiëren van een intrinsieke eigenschap van het kwaad voor onmogelijk houdt, gaat mijn belangstelling eerder uit naar wat het kwaad met ons doet. Iets aanduiden als ‘’kwaad’’ is een manier om het feit tot uitdrukking te brengen dat het ons vertrouwen in de wereld schokt en mijn onderzoek richt zich eerder op het gevolg dan op de oorzaak ervan. Het is vooral mijn bedoeling te onderzoeken wat de veranderingen in onze denkbeelden over het probleem van het kwaad onthullen over de veranderingen in ons zelfbeeld en onze plaats in de wereld.
In 2002 publiceert Susan Neiman haar magnum opus Evil in Modern Thought: An Alternative History of Philosophy (Het kwaad in het moderne denken: Een andere geschiedenis van de Filosofie). Het kwaad denken stelt drie vragen: Wat is er van de mensheid geworden in de driehonderd jaar sinds het tijdperk van de Verlichting? Wat is de zin van het leven, wanneer onschuldige mensen lijden onder het kwaad? Hoe valt het bestaan van een God te rijmen met het kwaad?
In haar onderzoek naar het kwaad trekt de filosofe een vergelijking tussen twee kantelpunten in de geschiedenis: de aardbeving van 1755 in Lissabon en het massavernietigingskamp Auschwitz.
Op 1 november 1755, op Allerheiligen werd de Portugese hoofdstad Lissabon door een aardbeving en een tsunami getroffen. Hierbij kwamen tussen de 15.000 en 30.000 mensen om het leven en van de in totaal 20.000 huizen waren er nog maar 3000 bewoonbaar.
Filosofen uit die tijd verklaarden deze catastrofe  als een bewijs van het bestaan van God, ook in de ordening en wetmatigheden van de natuur zelf. Neiman schrijft:
Rousseau was degene die de natuur het duidelijkst morele autoriteit verleende, maar hij was zeker niet de enige. Lissabon vormde geen bedreiging voor het geloof van de traditionele theologen in wonderen. Het waren eerder liberale opvattingen over het wonder van de natuur op zich die aan duigen vielen.
Ook al waren de natuurwetten van Newton bekend, zegt Neiman, de wetenschap was nog geen rivale, maar een dienares van het geloof.
Filosofen als Gottfried Wilhelm Leibniz, Kant, Georg Wilhelm Friedrich Hegel en Arthur Schopenhauer verschilden onderling in hun visie op het kwaad. Neiman rangschikt de denkers in twee groepen: de ene geloofde in een leidende ordening achter de gebeurtenissen (God) en de andere, zoals Kant, was een van de eersten die probeerde op grond van wetenschappelijke bevindingen aardbevingen te verklaren in plaats vanuit bovennatuurlijke oorzaken. Daarom is de aardbeving van Lissabon, volgens Neiman, een keerpunt in de geschiedenis:
Als de Verlichting staat voor moed om zelfstandig te denken, dan ook voor de verantwoordelijkheid te nemen voor de wereld, waarin men is geworpen. De radicale scheiding tussen wat in vroeger tijden natuurlijk kwaad en moreel kwaad heette werd dus een kenmerk van de moderniteit. Moderne opvattingen over het kwaad werden ontwikkeld om niet langer God de schuld te geven van de toestand in de wereld.
Auschwitz  betekende voor Neiman een breuk in de moderniteit, omdat de nazi’s doelbewust en uit vrije wil tot massavernietiging waren overgegaan. Deze planmatigheid gold voor het systeem, maar zij vraagt zich of dit ook van toepassing was op individueel niveau. Ze verwijst naar Hannah Arendt die zegt dat de mens Eichmann geen speciale motieven had; hij deed gewoon wat hem opgedragen werd. Neiman noemt dit een kenmerk voor al het kwaad in de vorige eeuw: de bedoelingen van het individu staan in geen enkele verhouding tot het kwaad dat zij op hun geweten hebben.
Na Lissabon en Auschwitz heeft de geschiedenis niet stil gestaan. Er zijn allerlei redenen te bedenken waarom een vergelijking tussen wat er in Auschwitz gebeurde en de atoombommen op Hiroshima en Nagasaki of de  miljoenen mensen die zijn omgekomen in de sovjet-goelag belangrijk zou kunnen zijn. Om de geschiedenis te begrijpen en daaruit conclusies te trekken voor de toekomst, bepleit Neiman om vaker onderzoek te doen naar de verschillende vormen van massamoord. Daarbij tekent ze aan dat "de meeste pogingen om de ene massamoord als erger voor te stellen dan de andere  eerder politieke dan filosofische motieven ten grondslag liggen."

## Wat we van de Duitsers kunnen leren
In 2019 publiceerde Neiman het boek Learning from the Germans ("Wat we van de Duitsers kunnen leren"). Hierin beschrijft ze hoe Duitsland met zijn besmette verleden omgaat door daar getuigenis van te doen en door middel van rechtszaken, het onderwijs en de kunst de geschiedschrijving te veranderen.
Uit haar boek blijkt dat Duitsland niet meteen na het einde van de Tweede Wereldoorlog probeerde boete te doen voor de begane misdaden. Het was ook geen geringe opgave, gezien het feit dat tien percent van de Duitsers lid was geweest van de NSDAP. Neiman benadrukt dat het niet ging om laagopgeleiden; de meerderheid had een academische graad. Onderwijs, zegt ze, maakt de mensen niet immuun voor racisme of fascisme.
Neiman beschrijft hoezeer de Holocaust tot in de haarvaten van de Duitse maatschappij was doorgedrongen en daarmee het toppunt van het pure kwaad was geworden. Andere landen geeft het hierdoor de mogelijkheid om hun misdaden uit het verleden te vergoelijken.
Directe aanleiding voor het boek was de aanslag in Charleston op zwarte kerkgangers, op 15 juni 2015, waarbij negen mensen werden doodgeschoten.
De dader was geïnspireerd door de ultrarechtse Jared Taylor. De gebeurtenis brengt haar terug naar haar eigen jeugd en de strijd van de burgerrechtenbeweging, die nu nog steeds gaande is, zoals Black Lives Matter. Ze onderzoekt de vraag hoe landen, die op grote schaal onrecht hebben bedreven, zich kunnen verzoenen met hun verleden. Voorbeelden van dergelijke landen zijn Rwanda na de genocide en Zuid-Afrika na de Apartheid.
In haar geboorteland, de Verenigde Staten, ziet ze de pendule van de geschiedenis heen en weer slingeren. Nu ziet zij de polarisatie in de samenleving onder president Trump, maar voor hem was Barack Obama acht jaar lang president. Niemand had zich ooit kunnen voorstellen dat er een zwart gezin in het Witte Huis zou wonen, maar ze deden het, volgens Neiman, perfect. Er is ook reden voor optimisme over de morele vooruitgang, aldus Neiman. Nog maar drie eeuwen geleden was slavernij nog algemeen aanvaard en hadden vrouwen nauwelijks rechten. 
Soms twijfelt ze over het nut van haar werk, maar omdat ze ziet hoe overal het populisme (opnieuw) de kop opsteekt hecht ze aan het versterken van het tegengeluid.

## Morele helderheid
Susan Neiman vindt het niet zinnig om het grote en het kleinere kwaad met elkaar te vergelijken, maar wel van elkaar te onderscheiden. Wil je het kwaad bestrijden dan moet je het in iedere gedaante herkennen. In haar boek  Moral Clarity: A Guide for Grown-Up Idealists (Morele helderheid, goed en kwaad in de eenentwintigste eeuw) uit 2008 onderzoekt ze het verschil tussen goed en fout. Het moreel juiste geeft, volgens haar, ruimte voor het realiseren van idealen.
Volgens Neiman heeft iedereen behoefte aan idealen. In dit opzicht ziet zij ook het oprukkend fundamentalisme onder moslimjongeren als een verlangen naar een wenkend perspectief en een betere toekomst. Ze schrijft dat wanneer de maatschappij hen te weinig te bieden, we niet verbaasd moeten zijn, wanneer zij elders hun heil zoeken. In de seculiere cultuur, in het bijzonder op politiek links, is men voortdurend op zoek is naar het falen van het conservatieve gedachtegoed in plaats van zelf aan te geven, waar het met de wereld naartoe moet. Dientengevolge is het morele domein overgelaten aan religie en behoudende conservatieve krachten.

## Het alledaagse kwaad
Heden ten dage wekt het kwaad meer interesse op en verkoopt het beter dan het goede, betoogt Susan Neiman. Ze verbaast zich over de populariteit van misdaad op de televisie. Wat maken series als House of Cards en The Sopranos voor een groot publiek zo aantrekkelijk? Neiman noemt ze verslavend en gecompliceerd. De formule is steeds hetzelfde: iemand heeft een misdaad gepleegd, bijvoorbeeld een moord. Maar tegelijkertijd, aldus Neiman, is het geen monster. Eigenlijk zijn het gewone mensen, met huwelijksproblemen of een moeilijke jeugd. Ze houden van hun vrouw en tegelijkertijd bedriegen ze hen. Juist die complexiteit maakt hen geloofwaardig.
Neiman mist in de (Netflix-)series positieve rolmodellen, die vooral het goede willen doen voor de mensheid en niet een superheld met bovenmenselijke krachten. Volgens haar maakt de focus die tegenwoordig op het slechte ligt ons cynisch en minder open voor nieuwe mogelijkheden en dromen. Hoe minder inspirerende persoonlijkheden we voorgeschoteld krijgen die de wereld een beetje beter willen maken, des te meer lijken idealen een sprookje. Wanneer Neiman in haar werk pleit voor "een moreel besef", krijgt ze het verwijt naïef te zijn. Politici en media noemen haar pleidooi voor een betere wereld niet realistisch. Maar wat ze erdoorheen hoort, is dat we minder van de wereld moeten verwachten. Dat stemt haar somber. Niettemin meent ze dat er wereldwijd wel degelijk overeenstemming bestaat over onderwerpen als rechtvaardigheid, eerlijkheid en bedrog, diefstal en andere misdaden. Ongeacht hun cultuur, betoogt Neiman, willen mensen dat wie goed doet, goed ontmoet. Dat het kwaad zichzelf straft en niet beloond wordt. Ze stemt in met de ‘’banaliteit van het kwaad’’, zoals beschreven door Hannah Arendt. Mensen die tot kwaad vervallen, omdat ze lui zijn en alleen maar denken aan de bevrediging van hun verlangens op de korte termijn.
Het kwaad is, volgens Neiman, ook zichtbaar in stille rampen die zich over de mensheid voltrekken, zoals de opwarming van de aarde. Deze is niet gepland en niet gewenst. Het gaat allemaal in kleine stapjes, die soms, op het moment zelf, vooruitgang kunnen lijken, maar niemand lijkt over de gevolgen na te denken. Ook dat is de "banaliteit van het kwaad": wegkijken en bingewatchen.

## Boeken
- Slow Fire (1992)
- Unity of Reason(1994)
- Evil in Modern Thought: An Alternative History of Philosophy (2002), Nederlandse uitgave: Het kwaad in het moderne denken (Boom 2004, Lemniscaat 2019)
- Moral clarity (2009), Nederlandse uitgave: Morele helderheid, goed en kwaad in de eenentwintigste eeuw
- Why grow up? (2014), Nederlandse uitgave: Waarom zou je volwassen worden?
- Resistance and reason in post-truth times ( 2017), Nederlandse uitgave: Verzet en rede in tijden van nepnieuws (Lemniscaat 2017)
- Learning from the Germans (2019), Nederlandse uitgave: Wat we van de Duitsers kunnen leren (Lemniscaat 2020)